# دكماوات
الدكماوات (الاسم العلمي:Gomphrenoideae) هي أسرة من النباتات تتبع الفصيلة القطيفية من رتبة القرنفليات.

## معرض صور

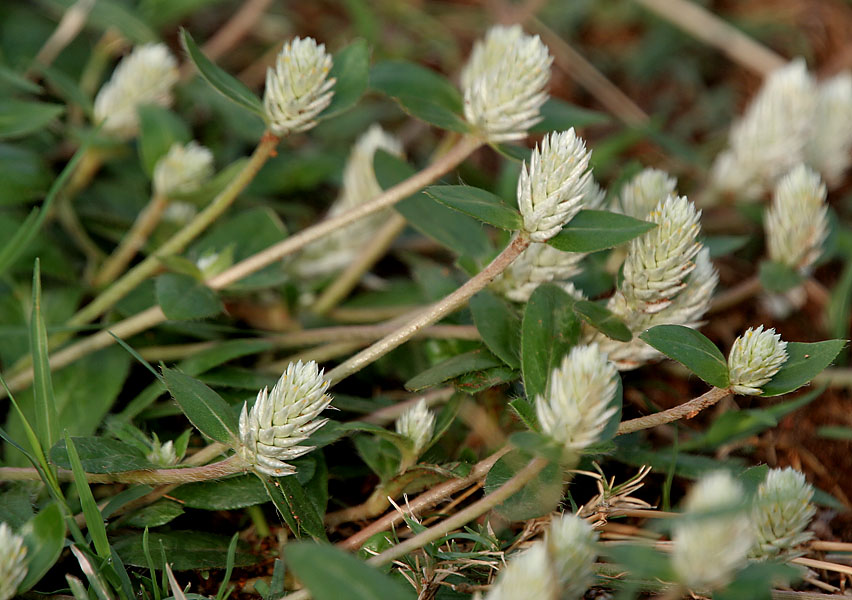
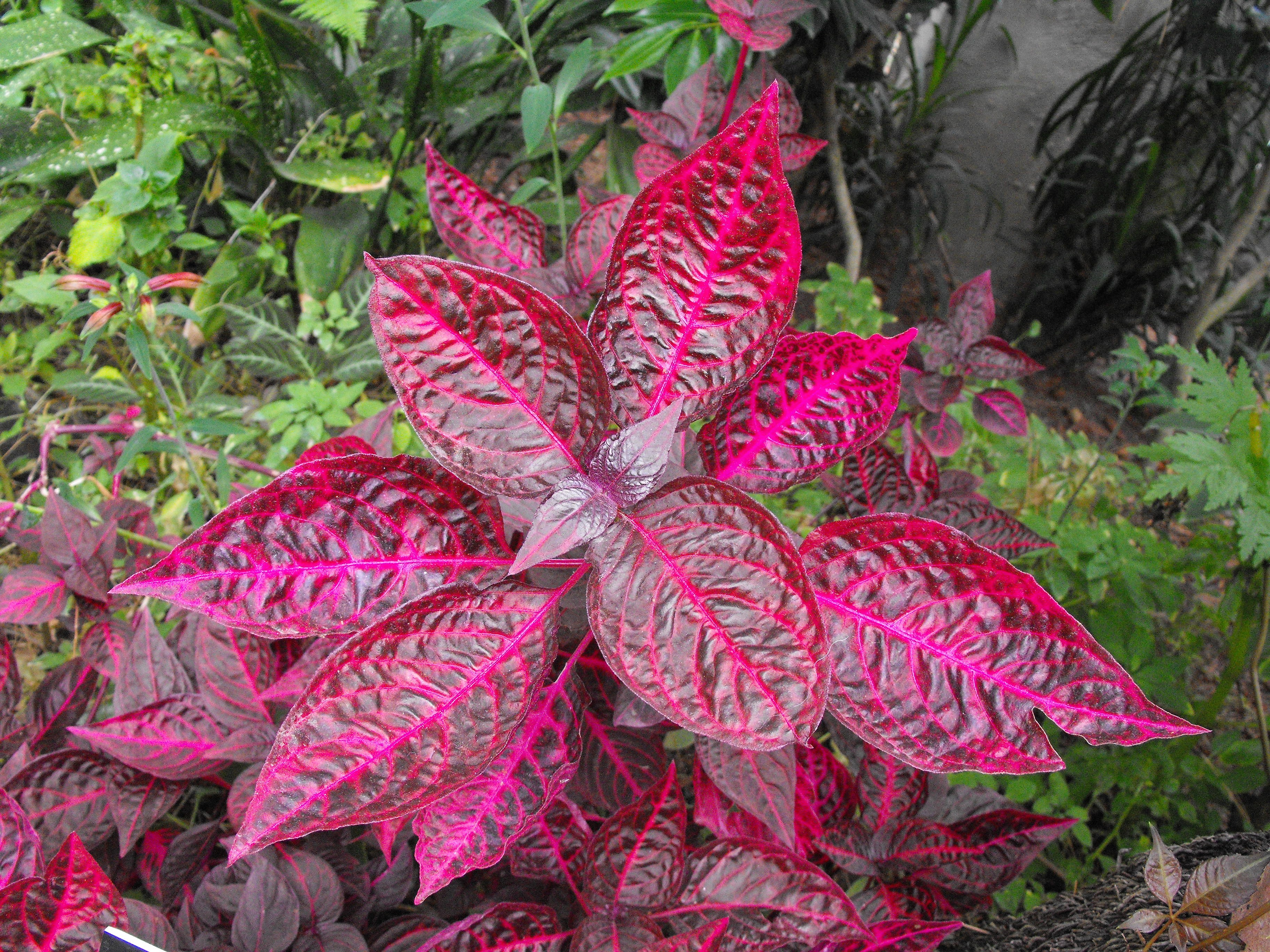
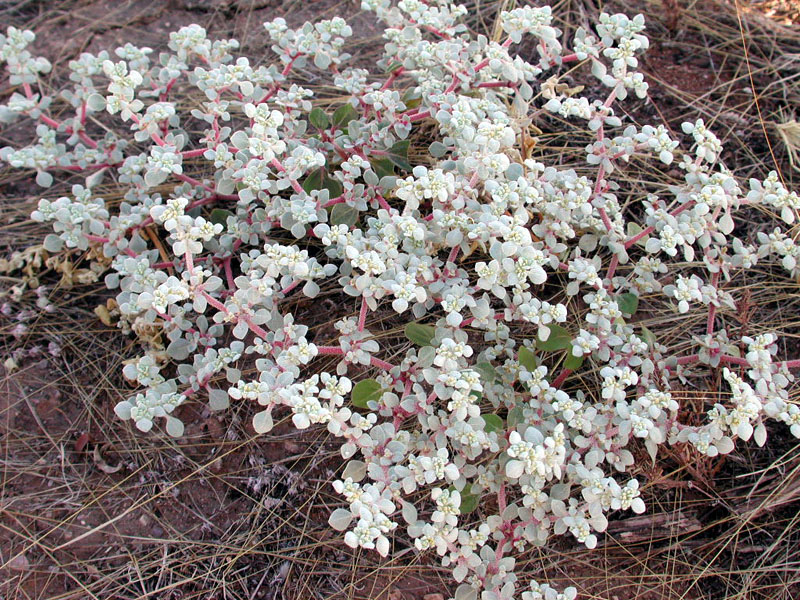
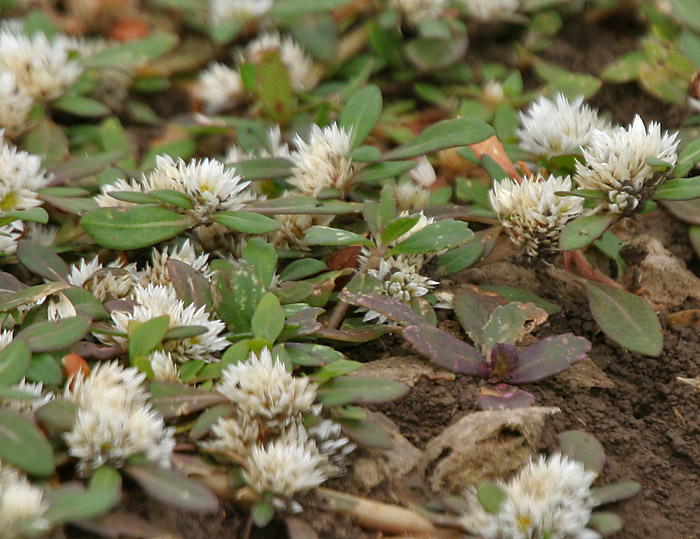
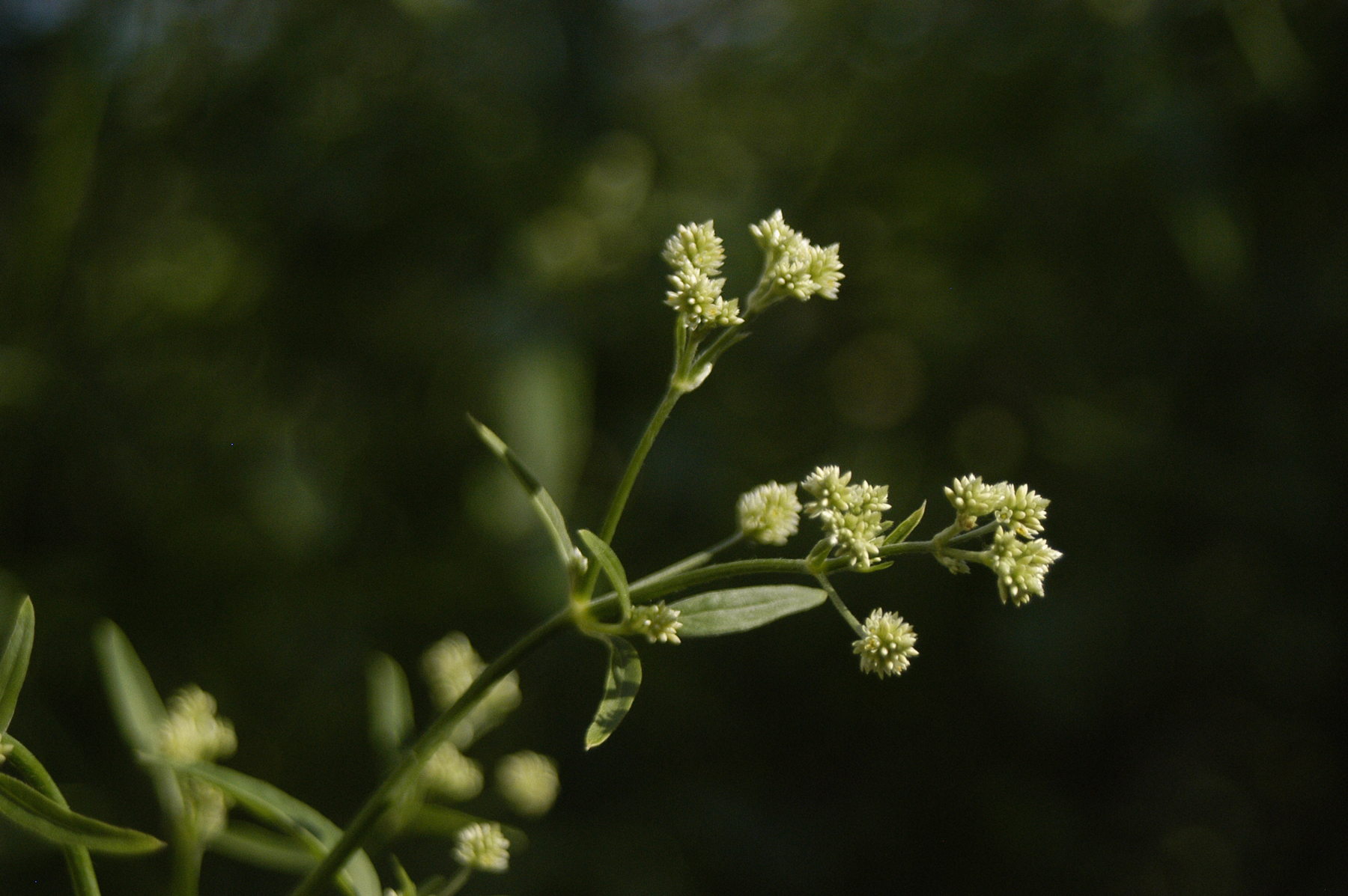

## قبائل الدكماوات
- الدكماوية
  - النمول

### أجناس
| - النمول - Blutaparon - Froelichia - Froelichiella - مخلدة - Gossypianthus - Guilleminea - Hebanthe - Hebanthodes - Irenella | - Iresine - Lithophila - Pedersenia - Pfaffia - Pseudogomphrena - Pseudoplantago - Quaternella - Tidestromia - Woehleria - Xerosiphon |